# Eroakirkosta.fi
Eroakirkosta.fi (ungefär träd-ut-ur-kyrkan.fi på svenska) är en webbtjänst för de som vill träda ut ur Finlands två folkkyrkor, Evangelisk-lutherska kyrkan i Finland och Finlands ortodoxa kyrka. Webtjänsten skapades av en fritänkarförening från Tammerfors, en organisation som stödjer en formell åtskillnad mellan kyrka och stat, och öppnade 2003.
År 2014 hade över 400 000 finländare lämnat den evangelisk-lutherska kyrkan via webbtjänsten.
Tjänsten finns både på finska och svenska.